# Baraszek (osiedle)
Baraszek (ros. Барашек) – osiedle typu wiejskiego w zachodniej Rosji, w sielsowiecie iwanowskim rejonu rylskiego w obwodzie kurskim.

## Geografia
Miejscowość położona jest nad rzeką Izbica, 3 km od centrum administracyjnego sielsowietu iwanowskiego (Iwanowskoje), 19,5 km od centrum administracyjnego rejonu (Rylsk), 86,5 km od Kurska.

## Demografia
W 2010 r. miejscowość zamieszkiwało 90 osób.